# Pauline Perlmutter Steinem
Pour les articles homonymes, voir Perlmutter.
Pauline Perlmutter Steinem est une éducatrice, personnalité juive réformée, militante et autrice féministe américaine née le 4 août 1864 à Radziejów et morte le 5 janvier 1940 à Toledo (Ohio).
Issue d'une famille juive, née en Pologne actuelle, alors dans le royaume de Prusse, elle a passé aux États-Unis la majeure partie de sa vie d'adulte.
Elle s'illustre aux États-Unis en tant que suffragette, présidente de la National Woman Suffrage Association, déléguée au Conseil national des femmes de 1908 et, en 1904, première femme élue au Toledo Board of Education.
Elle est, selon toute vraisemblance, la première femme juive, et certainement l'une des premières femmes, à occuper une fonction publique élective aux États-Unis. Elle sauve de nombreux membres de sa famille de la Shoah. 
Elle est la grand-mère paternelle de la féministe Gloria Steinem et de l'avocate Susanne Steinem Patch (en).

## Origines
Pauline Perlmutter est née dans le royaume de Prusse (en Pologne actuelle) en 1864 (selon sa pierre tombale, même si certaines sources indiquent 1863 ou 1866), des émigrants juifs russes réformés Hayman Hirsch Perlmutter, hazzan, et Bertha Slisower Perlmutter, mère au foyer. Elle a grandi en Bavière et y a été formée à l'enseignement.

## Parcours personnel et professionnel

### Vie privée
En 1884, Pauline Perlmutter épouse Joseph Steinem, un entrepreneur américain d'origine juive allemande, avec qui elle aura quatre fils, Edgar, Jesse, Clarence et Leo Steinem. Elle accole le nom de son mari à celui sous lequel elle est née. Peu après la naissance d'Edgar, la famille emménage sur le sol américain. Edgar est né en Allemagne en 1885, tandis que ses trois frères cadets sont nés dans l’Ohio. Pauline est devenue veuve lorsque Joseph est mort en 1929.

### Dans le domaine éducatif
Sa formation d’enseignante en Bavière est la base de toute une vie d’engagement universel et politisé en tant qu'éducatrice et en faveur de l'instruction.
Elle est la première femme à siéger au conseil d’éducation de Toledo. Lorsqu’elle est élue en 1904, elle devient la première femme à occuper une fonction publique à Toledo et peut-être la première femme juive à occuper une fonction publique élue aux États-Unis. Elle est élue au sein d'un ticket de coalition avec des socialistes et des anarchistes.
Elle fonde une école professionnelle publique, l’école secondaire professionnelle de Macomber, et elle travaille pour la réforme des tribunaux pour mineurs dans l’Ohio. Elle a également été nommée au conseil d’administration de la bibliothèque publique de Toledo.

### Dans les organisations juives
Présidente du chapitre de Toledo du Conseil national des femmes juives (en) et présidente nationale du comité de l’École du sabbat (en) de cette organisation, elle est également présidente de l'Association hébraïque de charité et de prêt, une société d’entraide. Bien qu'elle se soit identifiée comme juive, elle a aussi suivi la théosophie. Elle s'est déclarée universaliste plutôt que sioniste.

### Pour la pensée féministe
Membre active de la National American Woman Suffrage Association (NAWSA), cette suffragette et militante féministe en a présidé le comité éducatif et été déléguée au Conseil international des femmes qui s'est tenu en Suisse en 1908. Elle a été présidente de l’Ohio Women’s Suffrage Association de 1908 à 1911 et du Toledo Council of Women ainsi que de la Toledo Federation of Women’s Clubs.
Fervente partisane de l'extension des droits des femmes à l'ensemble des droits politiques et affaires publiques et de leur rôle dans la vie personnelle et professionnelle, elle écrivait par exemple en 1914 :
« People say: 'Women cannot succeed in certain fields.' How do we know what women can do, when we have never yet allowed them to try? No man knows what woman would do, if she were free to develop the powers latent within her, nor does she herself know as yet. »
« Les gens disent : "Dans certains domaines, les femmes ne peuvent pas connaître le succès." Comment savons-nous ce que les femmes peuvent faire, alors que nous ne leur avons jamais permis d’essayer? Nul homme ne sait ce que la femme ferait si elle était libre de développer les pouvoirs latents qu'elle détient, et elle-même ne le sait pas encore. »

### Mort et postérité
Pauline Perlmutter Steinem est décédée en 1940, à 75 ans, à Toledo.
Son fils le plus jeune, Leo Steinem, est un brocanteur itinérant à la vie et à la doctrine anticonformistes, père de la féministe Gloria Steinem (née à Toledo en 1934), fière de cet héritage, et de l’avocate et experte en gemmes Susanne Steinem Patch (en).